# Troglocoelotes yumiganensis
Espèce
Troglocoelotes yumiganensis est une espèce d'araignées aranéomorphes de la famille des Agelenidae.

## Distribution
Cette espèce est endémique du Guangxi en Chine,. Elle se rencontre dans la grotte Yumigan dans le xian de Longlin.

## Description
Le mâle holotype mesure 5,51 mm et la femelle paratype 6,01 mm.

## Étymologie
Son nom d'espèce, composé de yumigan et du suffixe latin -ensis, « qui vit dans, qui habite », lui a été donné en référence au lieu de sa découverte, la grotte Yumigan.

## Publication originale
- Li, Zhao, Zhang & Li, 2019 : Troglocoelotes gen. n., a new genus of Coelotinae spiders (Araneae, Agelenidae) from caves in South China. Zootaxa, no 4554(1), p. 219-238.